# Subdivisões de Granada

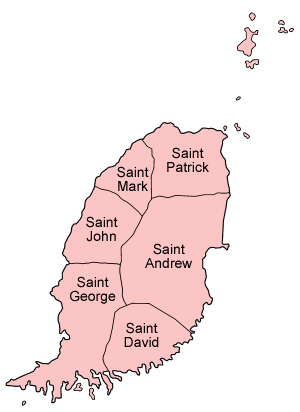
Paróquias de Granada

Granada está subdividida em seis paróquias e uma dependência:
Paróquias:
- Saint Andrew
- Saint David
- Saint George
- Saint John
- Saint Mark
- Saint Patrick

Dependência:
- Carriacou

Nota: A dependência de Carriacou é composta por várias ilhas, as maiores são Carriacou e Petit Martinique (às vezes chamada Petite Martinique ou Little Martinique).